# Frötuna
Frötuna är kyrkbyn Frötuna socken i Norrtälje kommun i Uppland i Stockholms län. Den ligger omedelbart sydväst om Norrtälje just söder om E18 och öster om Kyrksjön.
Här ligger Frötuna kyrka och prästgården. Senare har även fattighus och skolhus samt pastorsexpedition uppförts på platsen, i modern tid även ett par villor.